# Volkswagen T4
Volkswagen T4 — четверте покоління Volkswagen Transporter.

## Опис

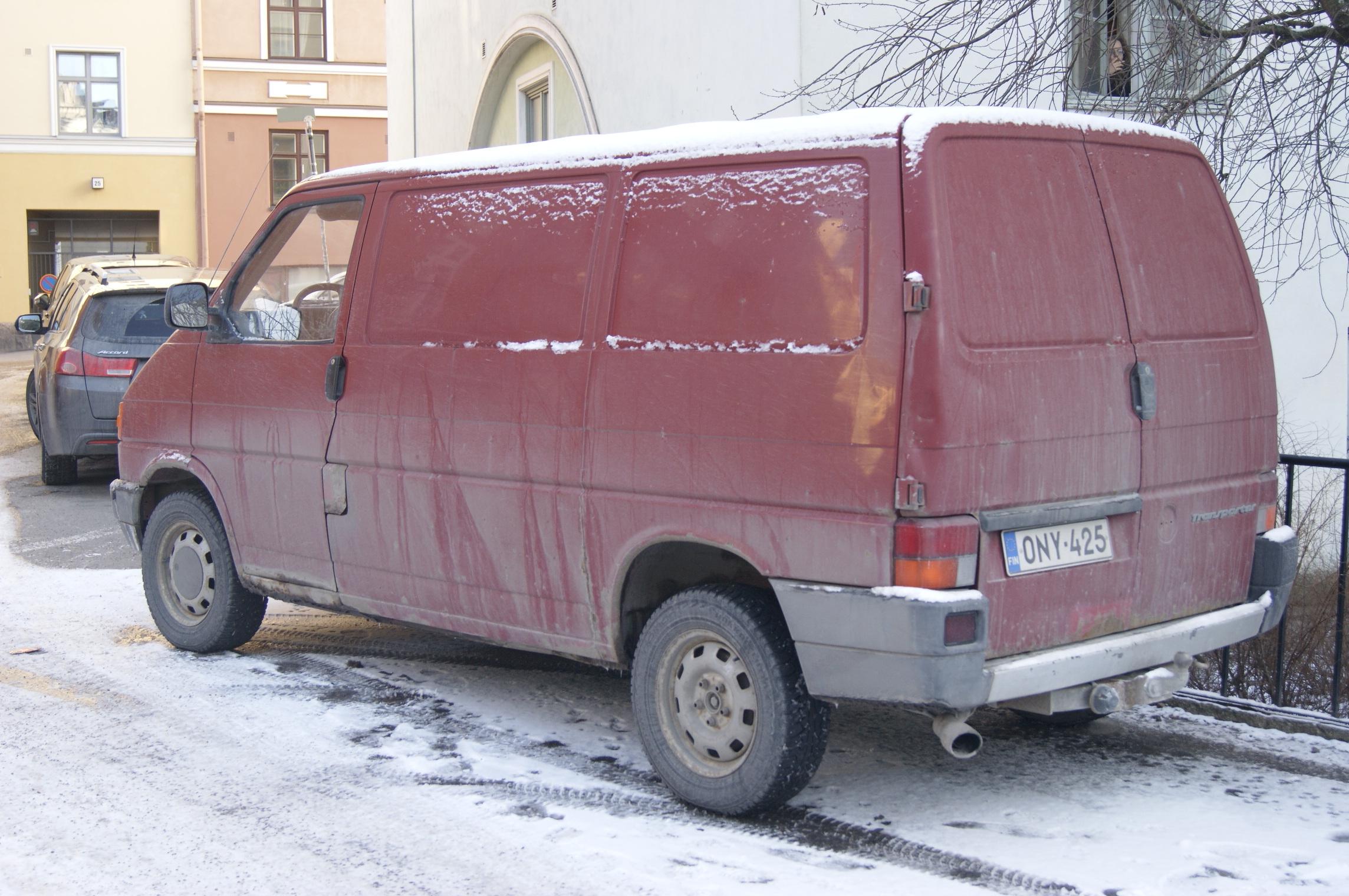
VW Transporter T4 (1990-1995)

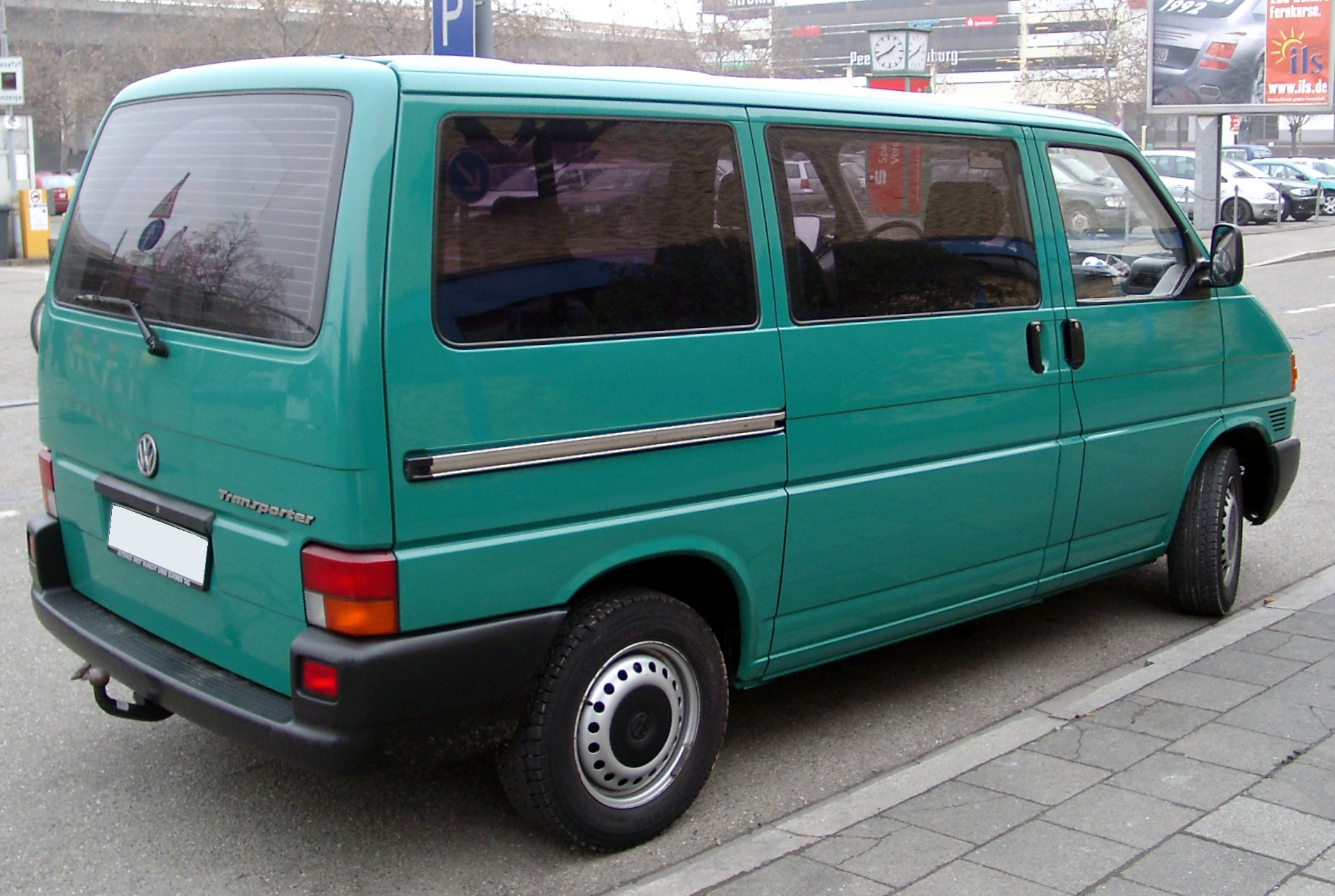
VW Transporter T4 (1996-2003)

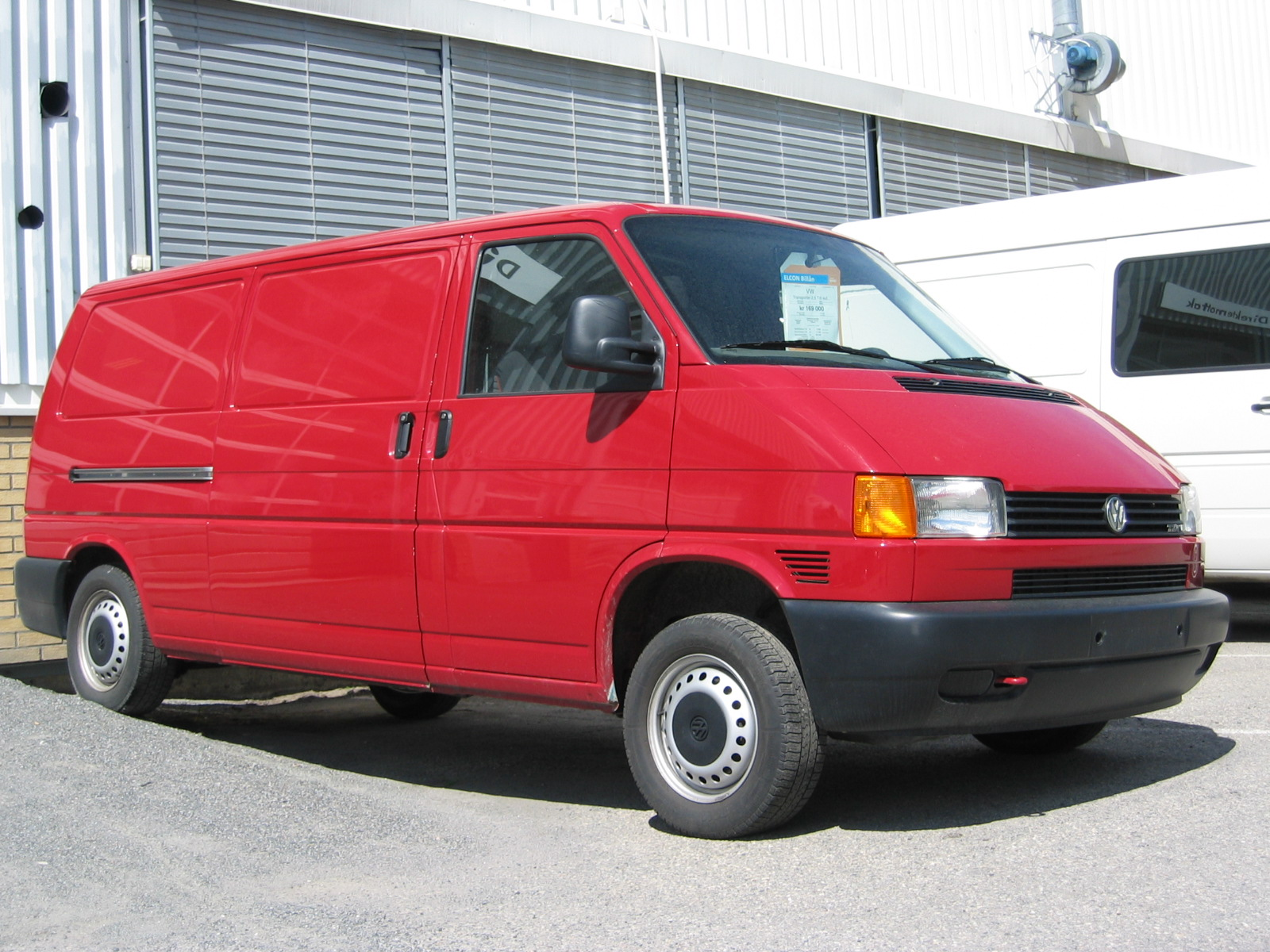
VW Transporter T4 довгий фургон

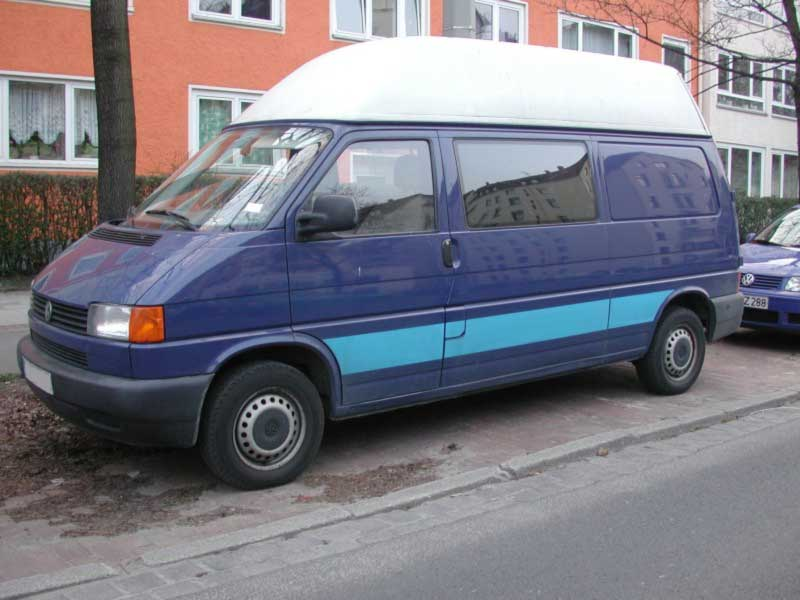
VW T4 високий і довгий

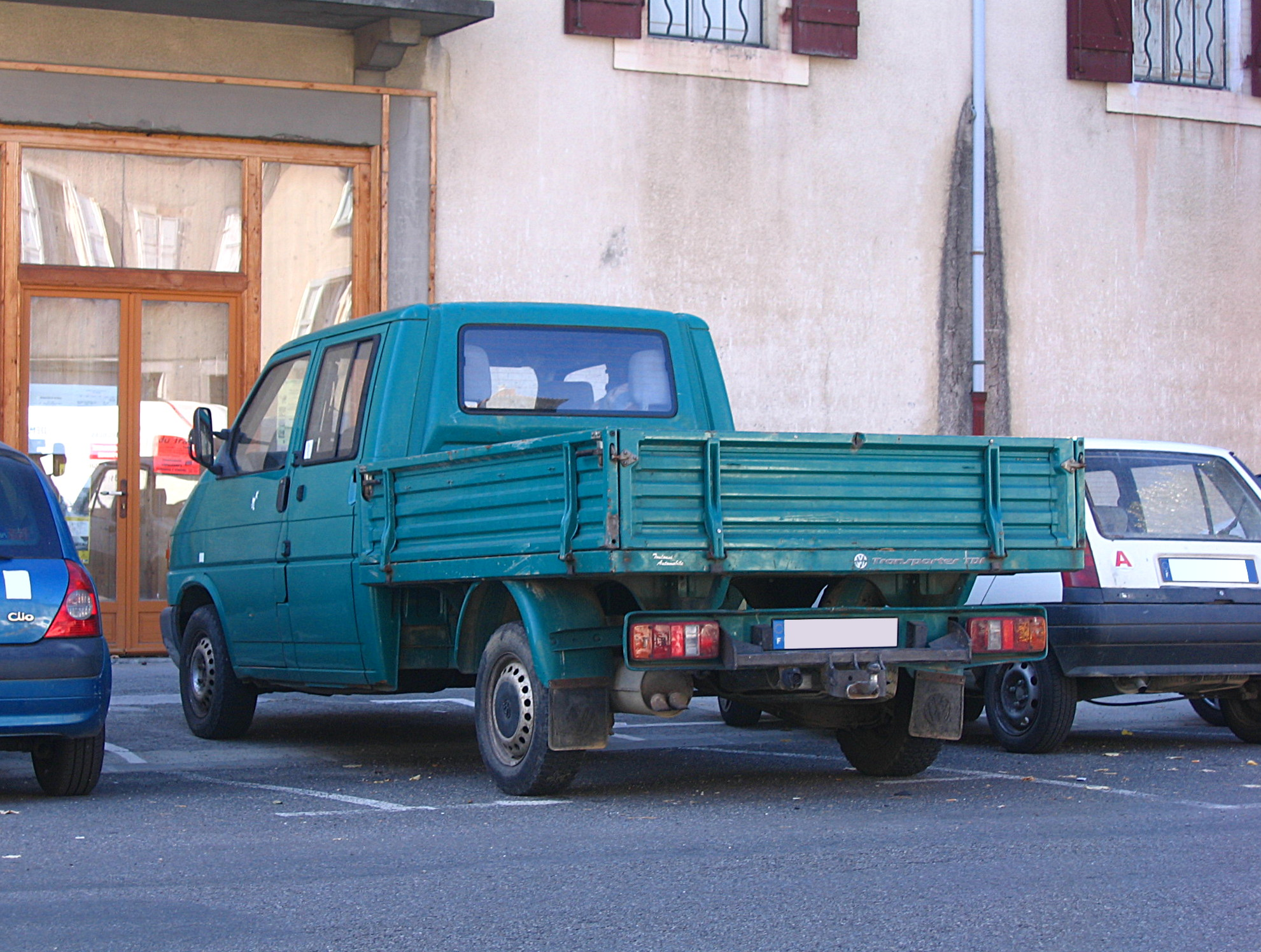
VW T4 Doka Pickup

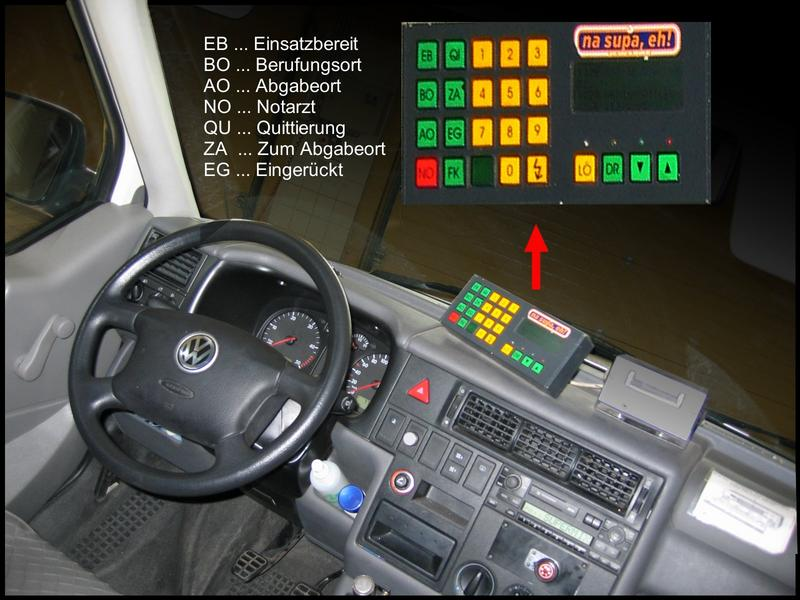
Панель приладів VW T4

Представлений в 1990 році Т4 є першим Транспортером, в якому було використано передньомоторне розташування двигуна. Також у Т4 з'явився передній привід і водяне охолодження двигуна. Коефіцієнт аеродинамічного опору знизився з 0,42 до 0,36. Він випускався з двома стандартними колісними базами: «короткій» (2920 мм) і «довгій» (3320 мм) і з різною висотою даху. Було додано задню вісь нижнього важеля зі спіральними пружинами, які дозволили зменшити навантаження на підлогу.
Внутрішні позначення VW T4: Type 70 - 09/1990 → 12/1995, а потім Type 7D - 01/1996 → 06/2003.
Представлений в 1990 році Т4 був першою транспортною моделлю VW, яка була доступна з двома різними довжинами кузова та колісними базами. Нова концепція приводу з поперечно встановленим рядним двигуном (пізніше також двигуни VR) і переднім приводом забезпечили суцільну вантажну зону. В 1992 році T4 зовойовує титул Міжнародний фургон року.
Колеса були підвішені індивідуально: спереду на подвійних поперечних важелях з торсіонною підвіскою, ззаду на напівпричіпних важелях з гвинтовими пружинами, що забезпечувало глибоку підлогу вантажного відділення. Т4 мав рейкове кермове управління. З самого початку підсилювач керма був доступний на фургонах з п’ятициліндровими двигунами, на Caravelle GL і Multivan, а також у стандартній комплектації на всіх моделях, починаючи з 1995 року. Чотирициліндрові моделі все ще були оснащені 14-дюймовими колесами. До кінця 1995 року на задній осі стояли барабанні гальма. У моделях без антиблокувальної гальмівної системи гальмівна система була обладнана залежним від навантаження регулятором гальмівної сили, як це було у випадку з T2, щоб уникнути надмірного гальмування задніх коліс за будь-яких умов навантаження. Автоматична коробка передач була доступна лише для п’ятициліндрових двигунів, а кондиціонер – лише для двигунів з робочим об’ємом 2 л і більше.
На додаток до транспортера як вантажівки, який в основному використовувався компаніями та органами влади, Multivan був особливо популярним через те, що його дизайн інтер’єру (відкидний стіл, ліжко, окремі сидіння у другому ряді) пропонував багато комфорту для подорожей, хоча він був ще легковим автомобілем - мав схожі розміри і тому також був зручний у повсякденному житті. Лише ця версія – відома там як EuroVan зі значно кращим обладнанням – була експортована до США. T4 там продавався лише з 1992 по 1993 рік і з 1999 по 2003 рік. Він також був доступний з різними переробками для кемпінгу, наприклад від Winnebago. У Канаді EuroVan продавався з 1991 по 1996 рік, а також як панельний фургон з 1993 по 1997 рік.
T4 був доступний з двома різними колісними базами (2920 мм і 3320 мм); Multivan, однак, останній має лише коротку колісну базу. Додаткова плата за довгу версію спочатку становила 1000 DM.
На відміну від попередніх моделей T2 і T3 із заднім розташуванням двигунів, бортова вантажівка не мала «безпечного» відсіку під вантажним майданчиком, що замикається. Невеликий простір для зберігання в закритому кузові між двигуном і кабіною водія також був доступний у меншій версії подвійної кабіни T3 і пропонувався деякими постачальниками аксесуарів для подальшої установки в T4.
Бундесвер використовував цю модель з 1995 року як наступницю платформи T3 і придбав близько 5610 автомобілів.
Т4 виготовлявся в п'яти типах кузова:
- Panel Van (без вікон позаду центральної стійки)
- Kombi Van або Half-Panel (з вікнами між 2 і 3 стійками)
- Caravelle і Multivan (з вікнами з усіх сторін)
- Westfalia (модифікація для кемпінгу)
- DoKa (платформа із здвоєною кабіною, назва DoKa походить з німецької Doppelkabine).

VW продовжив лінійку Caravelle і California, які стали ще більш відмінними від базової модифікації Transporter. Т4 отримав величезне поширення в Європі, країнах колишнього соцтабору і в Україні. Т4 так само випускався в модифікації Syncro, але досягти колишньої величі Т3 Syncro ця модель так і не змогла.

### Große Produktaufwertung/GP (1996–2003)

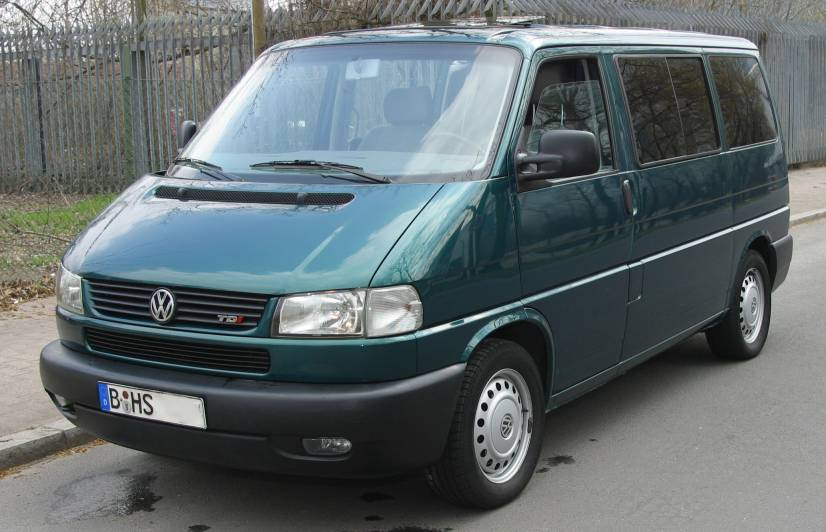
VW T4 Multivan (1996—2003)

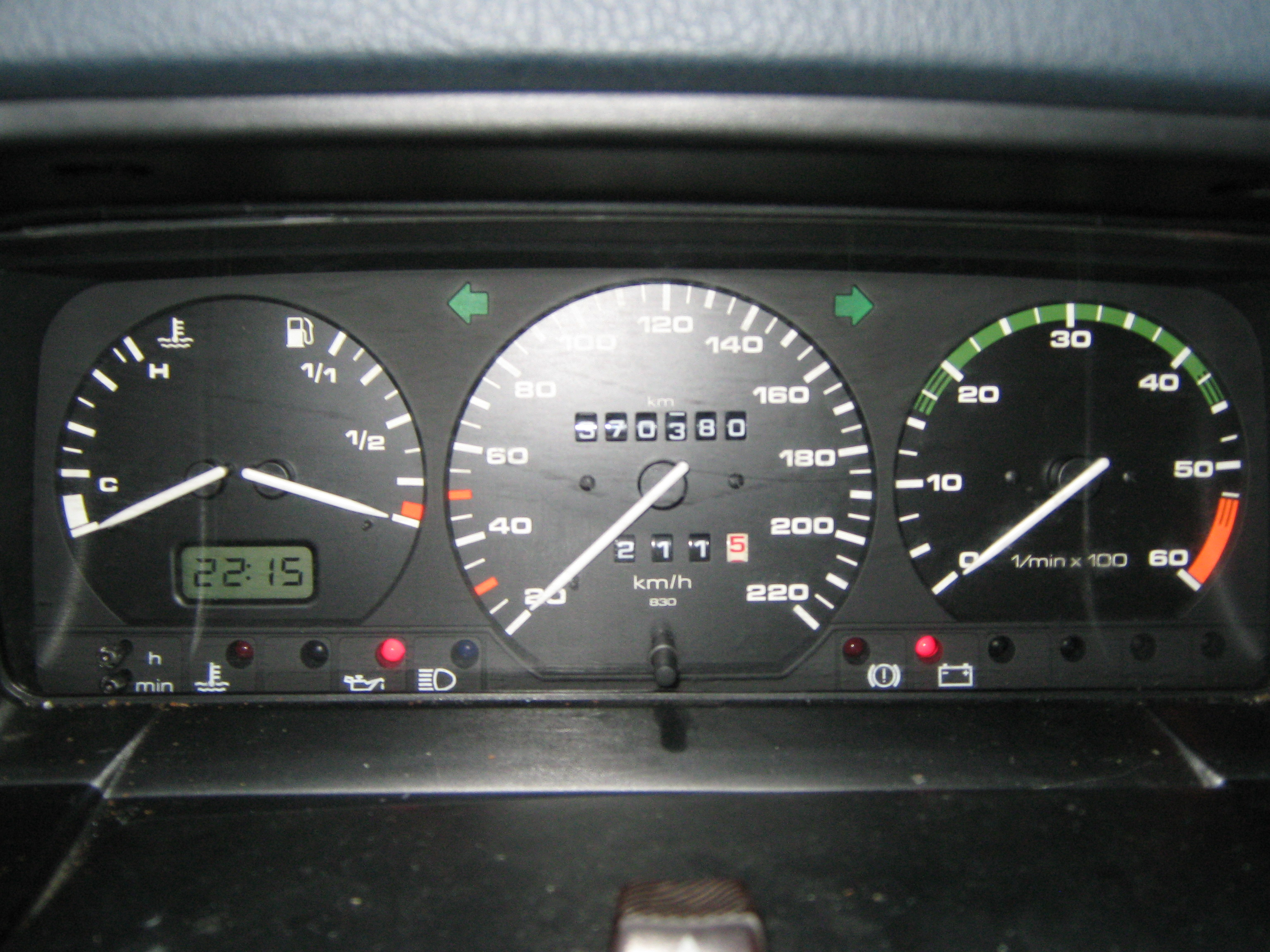
Панель приладів VW Caravelle T4

Наприкінці 1995 року T4 отримав оновлення «Große Produktaufwertung» (GP). Передню частину кузова Multivan, Caravelle і California подовжили на вісім сантиметрів. Раніше прямокутна решітка радіатора цих варіантів була типовою для VW того часу, тоді як оновлені версії отримали фари обтічної форми та їх доповнили білими замість жовтих світловими індикаторами. VW хотів відрізнити версії легкових автомобілів від транспортних варіантів, які зберегли свій попередній вигляд до кінця виробництва. Як і всі T4, прості транспортери також отримали нові, більш еластичні бампери, які тепер легко впізнати ззаду завдяки двом заднім протитуманним ліхтарям (з яких у Німеччині та багатьох інших країнах з юридичних причин лише лівий насправді містив світло).
GP також включив численні технічні зміни. Усі колеса мали новий дизайн, а також дискові гальма на задніх осях. Усі варіанти дизельних двигунів мали вихлопну систему з подвійними вихлопними трубами, спрямованими вниз, а варіанти з бензиновими двигунами мали вихлопну трубу, спрямовану назад. В салоні знайшли нові перемикачі на приладовій панелі, змінили циферблати, чохли на сидіннях і обшивку салону.
Одночасно з основним оновленням продукту VW представив двигун TDI в T4, п'ятициліндровий дизель з робочим об'ємом 2,5 л, який дебютував у Audi 100 у 1990 році з потужністю 88 кВт (120 к.с.), але збільшена до 75 кВт (102 к.с.) у T4 ) була придушена. З появою довгої передньої частини вперше стало можливим встановлення двигуна 2,8 л VR6 потужністю 103 кВт (140 к.с.), знову ж таки зменшеної порівняно з версією автомобіля. Обидва нові двигуни можна було впізнати за написами TDI або VR6 на решітці радіатора та ззаду; VR6 також завжди мав 16-дюймові колеса, а решітки радіатора були пофарбовані в колір автомобіля.
У 1998 році з’явився найпотужніший дизельний двигун, потужніша версія двигуна TDI потужністю 111 кВт (151 к.с.), зовні впізнаваного за червоною буквою «I» на літері, 16-дюймовими колесами та доступна лише з довгою передньою частиною. У той же час була також випущена менш потужна версія TDI на 65 кВт (88 к.с.), тоді з синьою літерою «I». 4-циліндровий турбодизель 1,9 л, однак, залишився звичайним вихровим двигуном. двигун до кінця виробництва, який можна впізнати, наприклад, за кабелем ручного холодного запуску на сидінні водія.Також п’ятициліндровий атмосферний дизель об’ємом 2,4 л не був переведений на технологію SDI, а залишився в діапазоні злегка придушеним до 55 кВт (75 к.с.) і оснащений каталітичним нейтралізатором окислення. Останній новий випуск у 2000 році відзначився більш потужною версією двигуна VR6 на 150 кВт (204 к.с.) попереднього двигуна, ідентифікованого літерою V6 із червоною «6».
У 2003 році модель Transporter T4 зняли з виробництва.

## Двигуни
| Модель | Об'єм см³                    | Клапани                      | Потужність кВт (к.с.) / при об/хв | Крутний момент Нм / при об/хв | Код двигуна                  | Роки випуску                 |           |
| Бензинові | Бензинові                    | Бензинові                    | Бензинові                         | Бензинові                     | Бензинові                    | Бензинові                    | Бензинові |
| Рядні 4-х циліндрові двигуни | Рядні 4-х циліндрові двигуни | Рядні 4-х циліндрові двигуни | Рядні 4-х циліндрові двигуни      | Рядні 4-х циліндрові двигуни  | Рядні 4-х циліндрові двигуни | Рядні 4-х циліндрові двигуни |           |
| --- | ---------------------------- | ---------------------------- | --------------------------------- | ----------------------------- | ---------------------------- | ---------------------------- | --------- |
| 1.8 | 1781                         | 8                            | 49 (67) / 4000                    | 140 / 2200                    | PD                           | 1990–1992                    |           |
| 2.0 | 1968                         | 8                            | 62 (84) / 4300                    | 159 / 2200                    | AAC                          | 1990–2003                    |           |
| Рядні 5-ти циліндрові двигуни |                              |                              |                                   |                               |                              |                              |           |
| 2.5 | 2461                         | 10                           | 81 (110) / 4500                   | 190 / 2200                    | AAF/ACU/AEU                  | 1991–2003                    |           |
| 2.5 | 2461                         | 10                           | 85 (115) / 4500                   | 200 / 2200                    | AET/APL/AVT                  | 1997–2003                    |           |
| VR-подібні 6-ти циліндрові двигуни |                              |                              |                                   |                               |                              |                              |           |
| 2.8 VR6 | 2792                         | 12                           | 103 (140) / 4500                  | 240 / 3000–3400               | AES                          | 1996–2000                    |           |
| 2.8 V6 | 2792                         | 24                           | 150 (204) / 6200                  | 245 / 2500–5500               | AMV                          | 2000–2003                    |           |
| Дизельні |                              |                              |                                   |                               |                              |                              |           |
| Рядні 4-х циліндрові двигуни |                              |                              |                                   |                               |                              |                              |           |
| 1.9 D | 1896                         | 8                            | 44 (60) / 3700                    | 127 / 1700—2500               | 1X                           | 1990–1995                    |           |
| 1.9 TD | 1896                         | 8                            | 50 (68) / 3700                    | 140 / 2000–3000               | ABL                          | 1993–2003                    |           |
| Рядні 5-ти циліндрові двигуни |                              |                              |                                   |                               |                              |                              |           |
| 2.4 D | 2370                         | 10                           | 57 (78) / 3700                    | 164 / 1800—2200               | AAB                          | 1990–1998                    |           |
| 2.4 D | 2370                         | 10                           | 55 (75) / 3700                    | 160 / 1900—2900               | AJA                          | 1997–2003                    |           |
| 2.5 TDI* | 2461                         | 10                           | 65 (88) / 3600                    | 195 / 1900—2500               | AJT/AYY                      | 1998–2003                    |           |
| 2.5 TDI* | 2461                         | 10                           | 75 (102) / 3500                   | 250 / 1900—2300               | ACV/AUF/AXL/AYC              | 1995–2003                    |           |
| 2.5 TDI* | 2461                         | 10                           | 111 (151) / 4000                  | 295 / 1900–3000               | AHY/AXG                      | 1998–2003                    |           |
| * На двигунах TDI потужністю 65 кВт буква «I» синього кольору. На двигунах потужністю 75 кВт всі букви «TDI» срібного кольору і на двигунах TDI потужністю 111 кВт буква «I» червоного кольору. |                              |                              |                                   |                               |                              |                              |           |